# Komunistická strana Ázerbájdžánu
Komunistická strana Ázerbájdžánu (ázerbájdžánsky: Azərbaycan Kommunist Partiyası, rusky: Коммунистическая партия Азербайджана) byla strana, která spadala pod  Komunistickou stranu Sovětského svazu. Strana působila pouze v Ázerbájdžánu. Vznikla v roce 1920, když Rudá armáda obsadila Ázerbájdžán. V roce 1991 se strana rozpustila spolu s Ázerbájdžánské SSR.

## Seznam prvních tajemníků
| Č. | Jméno                   | Nástup do úřadu   | Opuštění úřadu    |
| -- | ----------------------- | ----------------- | ----------------- |
| 1  | Mirza Davud Husejnov    | 12. února 1920    | 23. října 1920    |
| 2  | Grigorij Kaminski       | 23. října 1920    | Červenec 1921     |
| 3  | Sergej Mironovič Kirov  | Červenec 1921     | Leden 1926        |
| 4  | Levon Mirzojan          | Leden 1926        | Srpen 1929        |
| 5  | Nikolaj Gikalo          | Srpen 1929        | Červen 1930       |
| 6  | Vladimir Polonski       | Červen 1930       | Listopad 1933     |
| 7  | Ruben Rubenov (Mkrčjan) | 1. ledna 1933     | 12. prosince 1933 |
| 8  | Mir Džafar Bagirov      | Listopad 1933     | Červenec 1953     |
| 9  | Mir Tejmur Jakubov      | Červenec 1953     | Únor 1954         |
| 10 | Imam Mustafajev         | 7. února 1954     | 12. června 1959   |
| 11 | Veli Ahundov            | 11. července 1959 | 14. července 1969 |
| 12 | Hejdar Alijev           | 14. července 1969 | 3. prosince 1982  |
| 13 | Kamran Bagirov          | 3. prosince 1982  | 21. května 1988   |
| 14 | Abdulrahman Vezirov     | 21. května 1988   | 20. ledna 1990    |
| 15 | Ajaz Mutalibov          | 24. ledna 1990    | 16. září 1991     |